# Guarnición de Ejército Campo de Mayo
La Guarnición de Ejército «Campo de Mayo» (Guar Ej Campo de Mayo) es una guarnición militar del Ejército Argentino en la provincia de Buenos Aires creada en 1901 por impulso del coronel Pablo Riccheri.
La guarnición militar con 5000 hectáreas es asiento de paz de unidades, subunidades e institutos militares, el Hospital Militar Campo de Mayo-Hospital General 602 y la Prisión Militar.
Se encuentra en el territorio de los partidos de San Miguel, Tigre y General San Martín. Flanquean a la Guarnición las Rutas Provinciales 8 —ex-Ruta Nacional 8—, 23 —ex-Ruta Nacional 202— y 201 —ex-Ruta Nacional 201. La Guarnición aloja también a elementos de la Gendarmería Nacional Argentina (GNA).

## Historia
El Ejército Argentino necesitaba un campo para el entrenamiento de sus militares. El Poder Ejecutivo Nacional (PEN) designó al ministro de Guerra, coronel Pablo Riccheri, para adquirir un terreno localizado cerca del río de Las Conchas. El 8 de agosto de 1901 se promulgó la Ley N.º 4005 que le impuso el nombre «Campo de Mayo».
En el año 1936 se estableció la flamante I División de Caballería. La gran unidad permaneció en la base hasta 1965, año en el cual se mudó a Tandil.

### Terrorismo de Estado
El 21 de mayo de 1976, el Comando General del Ejército (Cdo Grl Ej) dictó la orden parcial 405/76 que dispuso una adecuación de jurisdicciones militares para el terrorismo de Estado. El Comando de Institutos Militares basado en Campo de Mayo se hizo cargo del Comando de la Zona de Defensa IV (Cdo Z Def IV).
El Proceso de Reorganización Nacional instauró tres centros clandestinos de detención y una maternidad clandestina. Estos fueron «el Campito», la Prisión Militar de Encausados y «Las Casitas». En el primer de ellos y en el Hospital Militar funcionaron maternidades clandestinas. En «el Campito» estuvo un total de 4000 detenidos desaparecidos entre 1976 y 1978. El Ejército Argentino destruyó esta cárcel en 1982.
En abril de 1987, un grupo de militares de jerarquía media se amotinó en Campo de Mayo. Esto fue el primer episodio de un total de cuatro protagonizados por los denominados «carapintadas». El agrupamiento, liderado por el teniente coronel Aldo Rico,

### Pandemia de enfermedad por coronavirus de 2020
El 23 de marzo de 2020, el EA instaló un Hospital Militar Reubicable (HMR) en Campo de Mayo. El despliegue formó parte de una preparación del Gobierno de Argentina para enfrentar la pandemia de enfermedad por coronavirus. El HMR se estableció para funcionar juntamente al Hospital General 602-Hospital Militar Campo de Mayo.

## Composición
Las unidades siguientes se encuentran alojadas en la Guarnición de Ejército «Campo de Mayo»:
| Unidades de la Guar Ej Campo de Mayo                                                   | Abreviatura               |
| -------------------------------------------------------------------------------------- | ------------------------- |
| Comando de Adiestramiento y Alistamiento del Ejército                                  | CAAE                      |
| Comando de la Guarnición Militar Buenos Aires                                          | Cdo Guar Mil Buenos Aires |
| Regimiento de Asalto Aéreo 601                                                         | R Asal Ae 601             |
| Regimiento de Artillería 1                                                             | RA 1                      |
| Jefatura de la Agrupación de Fuerzas de Operaciones Especiales                         | Jef Agr FOE               |
| Compañía de Comandos 601                                                               | Ca Cdo(s) 601             |
| Compañía de Fuerzas Especiales 601                                                     | Ca FFEE 601               |
| Compañía de Apoyo de Fuerzas de Operaciones Especiales 601                             | Ca Apy FOE 601            |
| Jefatura de la Agrupación de Ingenieros 601                                            | Agr Ing 601               |
| Batallón de Ingenieros 601                                                             | B Ing 601                 |
| Compañía de Transporte de Ingenieros 601                                               | Ca Transp Ing 601         |
| Compañía de Ingenieros de Agua 601                                                     | Ca Ing Ag 601             |
| Compañía de Comunicaciones Satelital 601                                               | Ca Com Sat 601            |
| Comando de Aviación de Ejército                                                        | CAE                       |
| Jefatura de la Agrupación de Aviación de Ejército 601                                  | J Agr Av Ej 601           |
| Batallón de Helicópteros de Asalto 601                                                 | B Helic Asal 601          |
| Batallón de Aviación de Apoyo de Combate 601                                           | B Av Apy Comb 601         |
| Escuadrón de Aviación de Exploración y Ataque 602                                      | Esc Av Ej Expl Atq 602    |
| Escuadrón de Aviación de Apoyo 604                                                     | Esc Av Apy 604            |
| Agrupación Inteligencia «Campo de Mayo»                                                | Agr Icia Campo de Mayo    |
| Central de Inteligencia Geoespacial                                                    | CIG                       |
| Central de Inteligencia Militar                                                        | CIM                       |
| Destacamento de Inteligencia de Combate 601                                            | Dest Icia Comb 601        |
| Batallón de Apoyo de Inteligencia                                                      | B Apy Icia                |
| Batallón de Abastecimiento y Mantenimiento de Aeronaves 601                            | B Abas Mant 601           |
| Laboratorio y Depósito de Remonta y Veterinaria 601                                    | Lab Dep Rem Vet 601       |
| Centro Ecuestre Militar Campo de Mayo                                                  | CEMCM                     |
| Hospital Militar Campo de Mayo «Cirujano Primero Dr. Juan Madera»-Hospital General 602 | H Grl 602-HMCM            |
| Compañía Policía Militar 601                                                           | Ca PM 601                 |
| Dirección General de Educación «Teniente General Pablo Riccheri»                       | DGE                       |
| Dirección de Educación Operacional                                                     | DEOP                      |
| Escuela de Suboficiales del Ejército «Sargento Cabral»                                 | ESESC                     |
| Escuela de Infantería «Teniente General Pedro Eugenio Aramburu»                        | Ec I                      |
| Escuela de Caballería «General de División Isaac de Oliveira Cezar»                    | Ec C                      |
| Escuela de Artillería «Teniente General Eduardo Lonardi»                               | Ec A                      |
| Escuela de Ingenieros «Teniente General Juan José Valle»                               | Ec Ing                    |
| Escuela de Comunicaciones «Teniente General Julio Alberto Lagos»                       | Ec Com                    |
| Escuela Militar de Tropas Montadas                                                     | Ec Mil Tpa(s) Mont(s)     |
| Escuela de Aviación del Ejército «Coronel Arenales Uriburu»                            | Ec Av Ej                  |
| Centro de Entrenamiento de Desminado Humanitario                                       | CEDH                      |
| Sección de Educación de Inteligencia de Combate                                        | SEIC                      |
| Escuela de Especialidades «General Lemos»                                              | EEGL                      |
| Centro de Educación Operacional «Campo de Mayo»                                        | CEO Campo de Mayo         |
| Destacamento Militar «Los Talas»                                                       | Dest Mil Los Talas        |

La Guarnición albergó también las unidades que siguen:
- Comando de Institutos Militares (Cdo II MM).
- Brigada «Mayo» (Br Mayo).